# Ластин реп
Ластин реп - Серија катастрофа (фр. La queue d'aronde — Série des catastrophes) је последња слика Салвадор Далија. То је завршена је у мају 1983, као завршни део серије засноване на математичкој теорији катастрофе Рене Тома.
Том је предложио ду а четвородимензионалној појавиа, постоји седам могућих равнотежа површине, а тиме и седам могућих прекида, или "основне катастрофе": набор, шиљак, ластин реп, лептир, хиперболино заокруживање, елиптично заокруживање и параболично заокруживање". "Облик за Ластин реп Дали узима директно из четвородимензионалног графикона Тома, истог наслова, у комбинацији са другим графиконом катастрофе, S-крива да Тхом назван "прагу". Томов модел је представљен заједно са елегантним облинама виолончела и инструментових F-рупа, који, поготово што им недостају мала шиљаста усечења са стране традиционалне F-рупе, као и ознака математичког симбола за интеграл у рачуну:. {\displaystyle \int _{}^{}} "
У свом говору из 1979, "Гала, Велазкуез и Златно руно", представљен на његов пријем у престижну Академију лепих уметности Француског института 1979, Дали је описао Томову теорију катастрофа као "најлепшу естетску теорије у свету" Он је такође присетио његовог првог и јединог састанака са Рене Томом, на којем је Том наводно рекао Далију да је проучавао тектонске плоча; ово је изазвало Далија да пита Тома о железничкој станици у Перпињану, Француска (у близини шпанске границе), коју је уметник прогласио, 1960, као центар универзума.
Том је, наводно, одговорио: "Уверавам вас да је Шпанија окреће управо - не у околини - него тачно тамо где железничке станице у Перпињану стоји данас". Дали је био одмах опчињен Томовом изјавом, која је утицала на његово сликање "Тополошко Отимање Европе - Омаж Рене Тому", у доњем левом углу, које садржи једначину уско повезану са Ластним репом: {\displaystyle V=x^{5}+ax^{3}+bx^{2}+cx}, илустрација из графикона, а термин queue d'aronde. Сеизмолошки прелом којим је попречано Тополошко Отимање Европе се појављује у Ластниом репу у прецизној тачки где се y-оса Ластиног репа укршта са S-кривом на набору.